# 中村良二 (実業家)
中村 良二（なかむら りょうじ、1949年10月2日 - ）は、日本の経営者。三井ホーム社長、会長を務めた。

## 経歴
埼玉県出身。1972年に早稲田大学政治経済学部を卒業し、同年に三井不動産に入社。2001年4月に執行役員に就任し、2002年1月に三井ホーム顧問も兼任し、同年6月に副社長に就任し、2003年4月には社長に昇格。2009年6月に常任相談役に就任。